# عبد الله بن عمير
عبد الله بن عمير بن عدي الخزرجي الأنصاري صحابي جليل من قبيلة الخزرج من الأنصار شهد مع النبي محمد ﷺ غزوة بدر.